# 塔杰林寺
塔杰林寺，位于西藏自治区日喀则地区拉孜县，是一座藏传佛教寺院。

## 简介
塔杰林寺位于西藏自治区日喀则地区拉孜县，为藏传佛教寺院。
2012年，该寺的僧人塔杰被评为西藏自治区爱国守法先进僧尼。
2013年，拉孜县人民政府对曲玛乡藏德确孜寺和唐嘎村下庆扎仓寺、拉孜镇江玛寺和江卓布寺、热萨乡强公寺、柳乡西格星龙寺、扎西岗乡恰雄寺、果列玛寺、彭措林乡曲龙寺、芒普乡塔杰林寺、土旦给培寺、木龙寺、彭措林乡觉朗尼姑寺共计14座寺庙的公路建设工程项目进行招标。